# 동성초등학교 (부산)
동성초등학교는 대한민국 부산광역시에 있는 초등학교이다.
교훈은 '지성껏 배우자, 지성껏 일하자, 지성껏 섬기자'이며 교목은 느티나무, 교화는 장미이다.

## 학교 연혁
- 1962년 10월 11일: 개교
- 1996년 3월 1일: 동성초등학교로 개명
- 2011년 3월 2일: 화재
- 2022년 0월00일:

## 참고 자료
- 동성초등학교 - 한국교육학술정보원 학교알리미